# Die Jahresuhr (Album)
Die Jahresuhr ist ein Konzeptalbum des Musikers Rolf Zuckowski aus dem Jahr 1992.

## Hintergrund
Die Musik und die Liedtexte wurden von Rolf Zuckowski geschrieben beziehungsweise komponiert. Inhaltlich geht es in allen Titeln um die vier Jahreszeiten. Zuckowski zeichnete darüber hinaus auch für die Produktion verantwortlich.

## Titelliste
1. Die Jahresuhr – 3:54
2. Es ist nicht leicht, ein Narr zu sein – 2:30
3. Niemand ist ein Niemand – 3:28
4. Immer wieder kommt ein neuer Frühling – 3:12
5. Ich bin sauer – 6:06
6. Meine Heimat ist ein kleiner blauer Stern – 3:42
7. Danke – 2:34
8. Kommt, wir woll'n Laterne laufen – 3:40
9. Das Wetter – 2:28
10. Ein Schmetterling im Tannenbaum – 3:20
11. Wieviel Farben hat die Welt – 2:50

## Rezeption

### Charts und Chartplatzierungen
| ChartsChartplatzierungen | Höchstplatzierung | Wochen |
| ------------------------ | ----------------- | ------ |
| Deutschland (GfK)        | 32 (10 Wo.)       | 10     |

### Auszeichnungen für Musikverkäufe
| Land/Region        | Auszeichnungen für Musikverkäufe (Land/Region, Auszeichnung, Verkäufe) | Verkäufe |
| ------------------ | ---------------------------------------------------------------------- | -------- |
| Deutschland (BVMI) | Platin                                                                 | 500.000  |
| Insgesamt          | 1× Platin ·                                                            | 500.000  |